# Llámame
«Llámame» — песня румынского музыканта WRS, с которой представлял «Евровидение-2022».

## Предыстория
23 декабря 2021 года было подтверждено, что WRS с песней «Llámame» примет участие в Selecția Națională 2022, чтобы получить право представлять Румынию на «Евровидении 2022». 5 марта 2022 года после финала отбора, стало известно, что он отправится на конкурс.
На Евровидении Румыния была во втором полуфинале, который состоялся 12 мая 2022 года. Песня смогла пройти в финал.